# 虛擬檔案系統
虛擬檔案系統（英語：Virtual file system，縮寫為VFS），又稱虛擬檔案切換系統（virtual filesystem switch），是作業系統的檔案系統虛擬層，在其下是實體的檔案系統。虛擬檔案系統的主要功用，在於讓上層的軟體，能夠用單一的方式，來跟底層不同的檔案系統溝通。在作業系統與之下的各種檔案系統之間，虛擬檔案系統提供了標準的操作介面，讓作業系統能夠很快的支援新的檔案系統。

## 歷史
昇陽電腦在1985年開發的SunOS 2.0實作了第一個虛擬檔案系統。它讓UNIX的系統呼叫可以適用於本地端的UFS，以及遠端的NFS。獲得昇陽電腦授權的軟體開發商，將這個架構擴展出去。微軟的MS-DOS FAT檔案系統很快就被加入SunOS之中，但是直到SunOS 4.1之後才得到合法授權可以正式出貨。SunOS的虛擬檔案系統架構，之後被加入到UNIX System V第四版中。